# Estación de Autonomía
Autonomía es una estación de ferrocarril situada en el barrio de Indautxu de la ciudad española de Bilbao en la comunidad autónoma del País Vasco. Forma parte de las líneas C-1 y C-2 de la red de Cercanías Bilbao operada por Renfe.

## Situación ferroviaria
La estación se encuentra en el punto kilométrico 2,1 de la línea férrea de ancho ibérico que une Bilbao con Santurce, a 34 metros de altitud.

## La estación

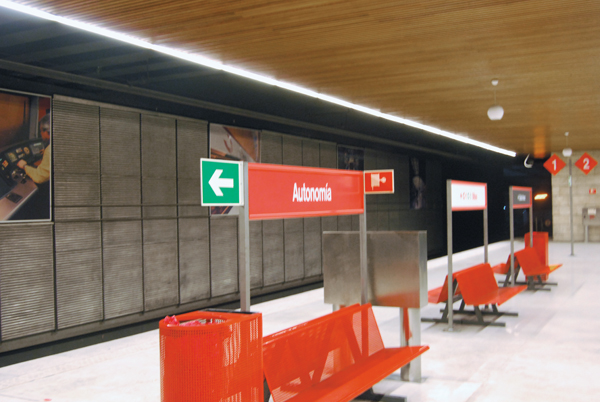
Vista del interior

De la variante sur, una reorganización del entramado ferroviario de la ciudad de Bilbao nació la nueva estación de Autonomía impulsada por la sociedad Bilbao Ría 2000. Aunque no se contemplaba inicialmente, fue solicitada por los vecinos de la zona e inaugurada en el año 2000.
El acceso a la estación se realiza desde la calle. Un ascensor comunica la superficie con el andén central del recinto. Al mismo acceden dos vías.

## Servicios ferroviarios

### Cercanías
Los trenes de las líneas C-1 y C-2 de la red de Cercanías Bilbao que opera Renfe tienen parada en la estación. Entre semanas la frecuencia media es de un tren cada diez-quince minutos.
| procedencia/destino | < estación | Línea   | estación > | destino/procedencia |
| ------------------- | ---------- | ------- | ---------- | ------------------- |
| Bilbao Abando       | Amézola    |         | San Mamés  | Santurce            |
| Bilbao Abando       | Amézola    | Musques | San Mamés  |                     |